# Lucas Manzano
Lucas Manzano Castro (Caracas, 18 de octubre de 1884-Ib., 1 de mayo de 1966) fue un escritor, periodista, militar y actor venezolano. Reconocido por sus crónicas de corte costumbrista sobre la historia caraqueña y fundador de la revista literaria Billiken, fue también uno de los pioneros del cine de Venezuela. 

## Vida

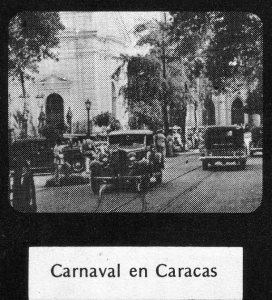
Fotograma de la película Carnaval en Caracas de 1918 de Lucas Manzano.

Nació en la tradicional parroquia Altagracia, hijo de Pedro Manzano y Guadalupe Castro. Al quedar huérfano a muy temprana edad, empezó a trabajar como aprendiz de zapatero para Boccardo y Cía. También fue jefe de una pandilla juvenil que tenía como propósito la defensa de su barrio. En 1901 egresó de la Escuela de Artillería y participó en los sucesos de la Revolución Libertadora, siendo herido en la Batalla de La Victoria en 1902. 
Luego de estos sucesos, fue ascendido a capitán, sirviendo en el estado Táchira bajo las órdenes del general Leopoldo Baptista. Entre 1902 y 1906 fue jefe del Castillo San Carlos, en La Guaira. Pronto dejará la carrera militar a un lado para convertirse en cronista del periódico El Constitucional, allí laborará hasta finales de 1908.
En 1909 fue el primer inspector de sanidad del Distrito Federal de Venezuela. En 1911 cuando decidió aliarse con Enrique Zimmermann para realizar el primer largometraje de ficción hecho en Venezuela llamado La dama de las cayenas. Indirectamente involucrado en los acontecimientos políticos de 1928, estuvo preso en La Rotunda.

## Obra
- Tiempos viejos (1942)
- Caracas del Dos mil-Caracas de mil y pico(1943)
- Aquel Caracas (1948)
- Crónicas de antaño (1951)
- La ronda de Anauco (1954)
- Gentes de ayer y de hoy (1959)
- Las maquinaciones que viven bajo los puentes, Reminiscencias caraqueñas (1961)
- Itinerario de Caracas vieja (1964)